# Тромбоэластография
Тромбоэластография (ТЭГ) - метод графической регистрации процессов свертывания крови и фибринолиза.
Метод тромбоэластографии был создан Хеллмуттом Хартертом в 1948 году.
Несмотря на столь древнюю историю и значительные преимущества, этот подход является заметно менее распространенным, нежели АЧТВ и ПВ. Не исключено, что это связано с техническими требованиями: в то время, как времена свертывания исторически можно было легко измерять на глаз и не нуждались ни в оборудовании, кроме водяной бани и секундомера, тромбоэластографические эксперименты всегда нужно было проводить на специальном приборе.
Наибольшее значение тест приобрел в хирургии и анестезиологии.

## Методика
Тромбоэластография базируется на измерении физической прочности сгустка. Небольшое количество крови (обычно около 0,4 мл) помещается в кювету, которая совершает медленные (6 раз в минуту) вращательные колебания на несколько (4,5º) градусов. В камеру помещается стержень датчика и добавляются активаторы свертывания. Когда в кювете формируется сгусток, стержень начинает вращаться вместе со сгустком. Амплитуда отклонения стержня регистрируется как функция времени. На типичной кривой тромбоэластографии можно выделить разнообразные параметры, характеризующие как скорость формирования сгустка, так и его финальные характеристики.

## Достоинства метода
Тромбоэластография имеет много достоинств, наиболее существенные из которых:
1. возможность мерить свертывание в цельной крови, это ближе к ситуации in vivo и позволяет не тратить время на подготовку плазмы;
2. возможность измерять реальную прочность сгустка, а не условные оптические характеристики типа светопропускания, которые могут её отражать недостоверно;
3. возможность использовать все разнообразие активаторов свертывания и фибринолиза, позволяя изучать и диагностировать нарушения разных элементов системы свертывания.

## Недостатки метода
Подобно тестам АЧТВ (Активированное частичное тромбопластиновое время) и ПВ (Протромбиновое время), тромбоэластография измеряет только формирование фибринового сгустка, упуская ценную информацию, которую можно извлечь из кинетики образования тромбина. Другим, более техническим недостатком является затруднительность массовых параллельных анализов. Современные коагулометры могут определять АЧТВ и ПВ по конвейерному принципу в многочисленных образцах, затрачивая в итоге на каждый образец не более нескольких секунд. Тест генерации тромбина занимает много времени (от 30 до 60 мин), но его теоретически можно проводить параллельно в 96 лунках стандартного планшета. Тромбоэластография может идти так же долго, как генерация тромбина, но большинство тромбоэластографов редко имеют более двух кювет.